# María Josefa Yzuel Giménez
Maria Josefa Yzuel (Jaca, província d'Osca, 16 de novembre de 1940) és una física aragonesa, catedràtica emèrita de la Universitat Autònoma de Barcelona. Va ser la primera dona a Espanya nomenada professora agregada d'universitat a l'àrea de física (1971), i la segona dona a ser nomenada catedràtica d'universitat (1982). Ha estat una pionera en el camp de l'òptica, tant en l'àmbit nacional com internacional, i la seva feina i les fites assolides han obert camí i han ofert un model a seguir per a moltes investigadores.

## Activitat acadèmica
Va començar la seva carrera científica a la Universitat de Saragossa, on es va llicenciar en física el 1962 i es va doctorar el 1966. Ha desenvolupat la major part de la seva carrera professional a la Universitat Autònoma de Barcelona (UAB), on va arribar el 1983, després de treballar a les universitats de Saragossa i Granada. La seva recerca ha estat centrada al camp de l'òptica, destacant a nivell internacional tant per les seves més de 250 publicacions científiques com per les seves col·laboracions en diferents països. En les darreres dècades com a investigadora va estar treballant en «filtres de transmissió no uniforme per a la millora de la qualitat dels sistemes òptics formadors d'imatges», en la «introducció de la informació de color en el procés de reconeixement òptic de formes» i en l'«ús i caracterització de pantalles de cristall líquid per a la generació d'elements òptics difractius». Va fundar el Laboratori de Processament d'Imatges a la UAB i va liderar el projecte europeu A new 3D measurement technique for fast inspection of large, slightly unflat surfaces en el programa Competitive and Sustainable Growth (2002-2005).
Yzuel és fundadora del Laboratori de Processat d’Imatges de la UAB, acadèmica numerària de la Reial Acadèmia de Ciències i Arts de Barcelona, acadèmica de l'Academia de Ciencias de Granada i de la Real Academia de Ciencias Exactas, Físicas, Químicas y Naturales de Zaragoza. Va ser membre de la Junta de Gobierno de la Real Sociedad Española de Física (1999-2007) de la qual va ser vicepresidenta.

## Reconeixements

### Reconeixements internacionals
La seva tasca investigadora ha estat àmpliament reconeguda per les societats internacionals d'òptica. Ha estat nomenada Fellow Member de l'Optical Society of America, de la International Society for Optics and Photonics (SPIE), on va formar part de la junta de govern des de 2001 i en va ser presidenta electa el 2008, de l'European Optical Society, del Institute of Physics(IOP) en va ser membre de la Junta de Govern (1996-2000) i amb el càrrec de Secretària (1996-1998). El 2005 va rebre el premi SPIE Directors Award i la Medalla de la Universitat de Varsòvia.
A la International Commission for Optics, en va ser vicepresidenta (1990-1996), membre del comitè “ICO Galileo Galilei Award” (1999-2005), i del ICO Nominating Committee (2003-2005). Va pertànyer a la Junta de Govern de la Federació de Societats Europees d'Òptica (1998-2001). És membre de l'Advisory Committee Triestre System Optical Sciences and Applications des del 2003. Maria Josefa Yzuel ha presidit el comitè espanyol per a l'Any Internacional de la Llum 2015.

### Reconeixements a Espanya
És sòcia d'honor de la Sociedad Española de Óptica, de la qual va ser vicepresidenta (1990-1993) i presidenta (1993-1996). Ha rebut sengles doctorats Honoris Causa per la Universitat Miguel Hernández d'Elx (2012), i la Universitat de Granada (2017).
L'any 2014 va rebre el premi «Sabina de Oro», concedit per La Sabina, club d'opinió de dones de Saragossa. El mateix any va rebre també el Premi de Física Real Sociedad Española de Física - Fundación BBVA, per la seva «trajectòria científica i acadèmica que ha impulsat notablement el camp de l'òptica a nivell nacional, a més de ser present de forma destacada en fòrums internacionals».
L'any 2017 va rebre el Premi «IgUAldad» de la Universitat d'Alacant. El 2018, el Parc Tecnològic Walka, d'Osca, va donar el nom de María Josefa Yzuel a un edifici de les seves instal·lacions. El seu nom va ser elegit per votació popular.
El jurat de la V Edició del Premi «Julio Peláez a las Mujeres Pioneras de la Física, la Química y las Matemáticas» de la Fundació Tatiana Pérez de Guzmán el Bueno, atorgà el 2020 el guardó a Josefa Yzuel -ex aequo amb la física Susana Marcos.

## Dones i Ciència
María Josefa Yzuel ha demostrat el seu interès i compromís en la promoció del paper de les dones a la ciència. Va ser vocal del SPIE Women in Optics Committee (2001-2004) i vicepresidenta del Grupo de Mujeres en Física de la Real Sociedad Española de Física (2002-2010). Ell 2011 va rebre el reconeixement de la UAB per la seva tasca en favor dels drets de les dones. És sòcia de l'Asociación de Mujeres Investigadoras y Tecnólogas (AMIT) i participa activament en les activitats del node català d'aquesta associació (AMIT-cat).